# Heteronyx impar
Heteronyx impar är en skalbaggsart som beskrevs av Blackburn 1910. Heteronyx impar ingår i släktet Heteronyx och familjen Melolonthidae. Inga underarter finns listade i Catalogue of Life.